# LL Pegasi

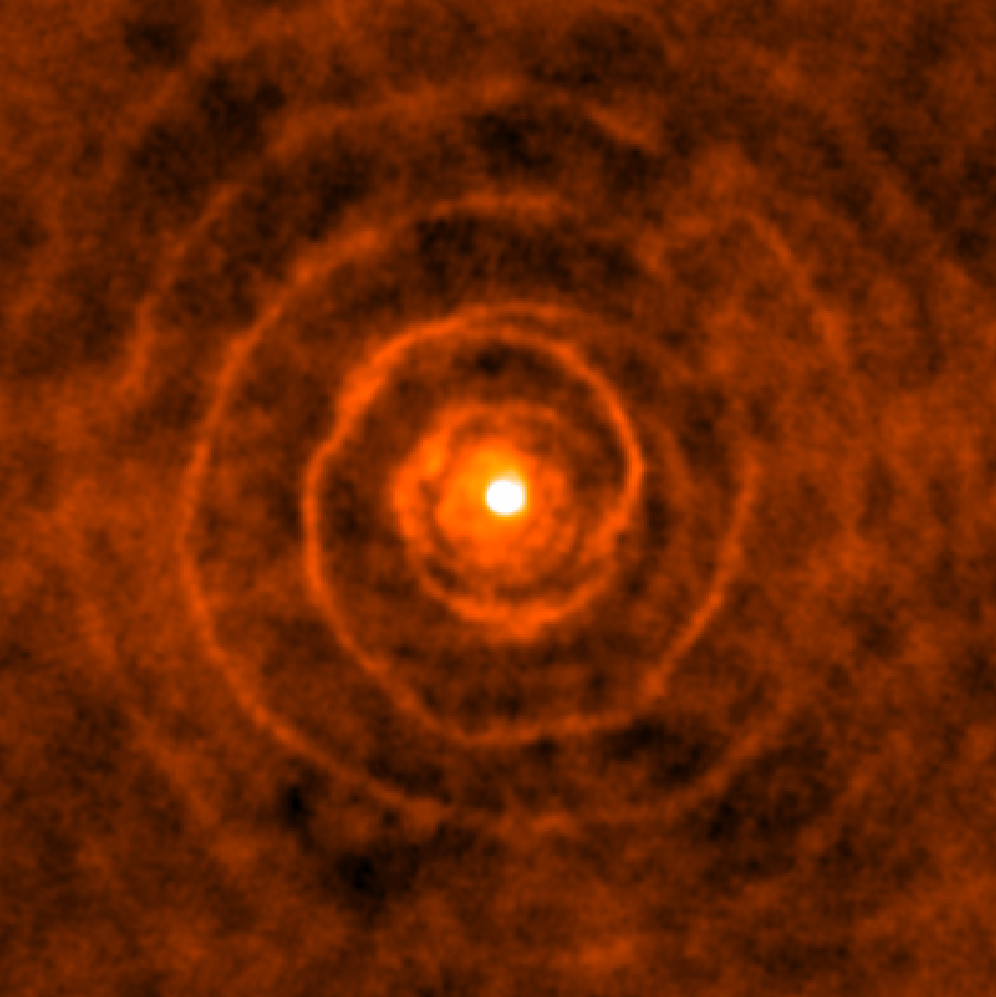
Espiral de LL Pegasi tomada por el ALMA

LL Pegasi o también conocido como AFGL 3068 es una estrella gigante roja,se encuentra en la constelación de Pegaso a unos 1300 parsecs o 4238 años luz, esta estrella es una variable Mira con un periodo de 696 días.Esta estrella de tipo C o estrella de carbono , es decir estrellas qué ltienen más carbono qué oxígeno, tiene una temperatura de alrededor de 2000K, con una masa de 3.5 soles, tiene una luminosidad de 10900 soles,tiene unos 1074 radios solares, haciéndola la estrella más grande de la su constelación , si estuviera en lugar del Sol estaría rozando la orbita de Júpiter, esta rodeada por una protonebulosa planetaria de nombre IRAS 23166+1655 y forma un sistema binario con LL Pegasi B que tiene una masa de 3.1 soles.